# 2007-es bostoni bombabotrány

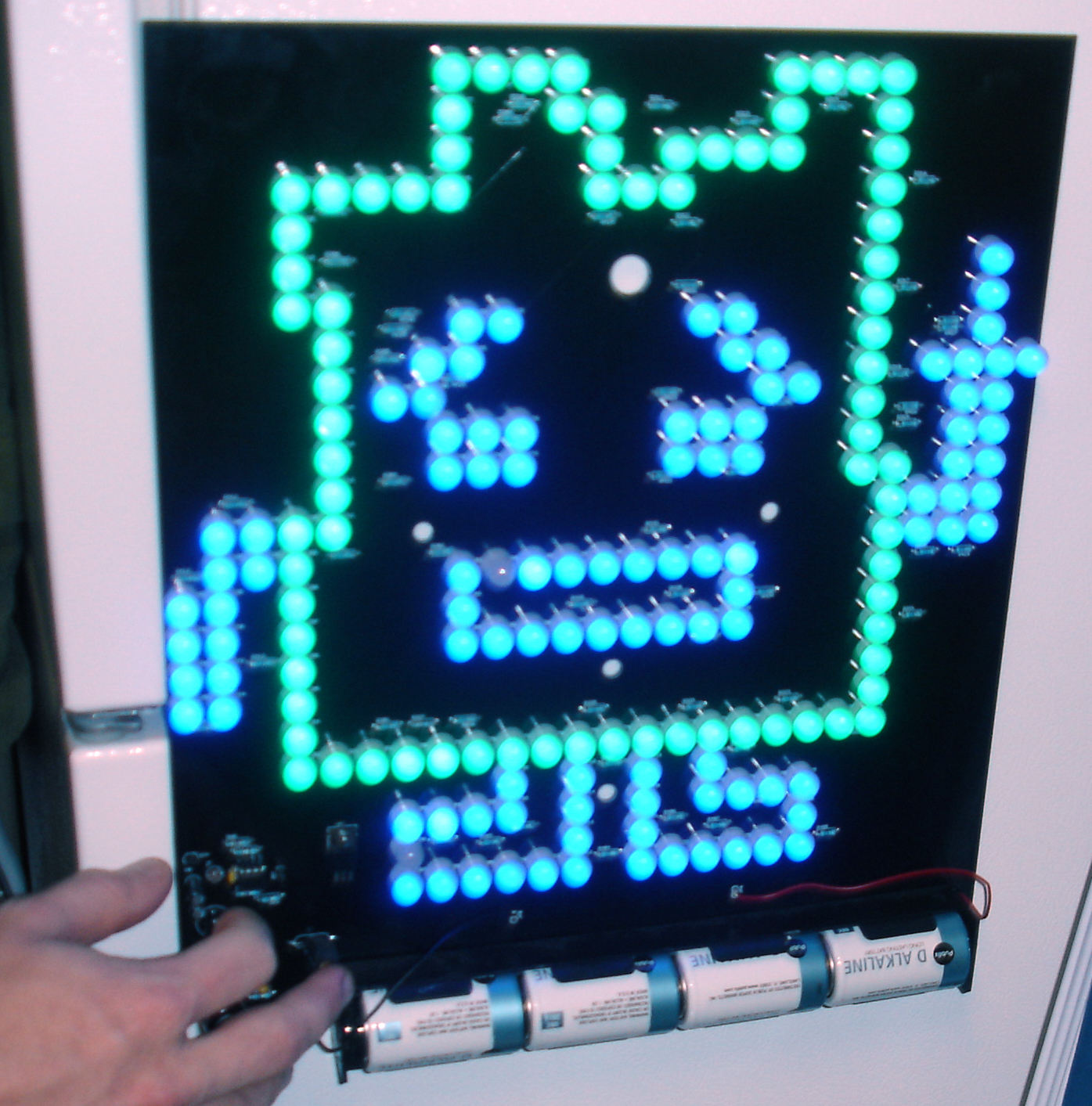
Az Aqua Teen Hunger Force szereplője a villogó táblán

A bostoni bombabotrány egy, a 2007. január 31-én Boston városában kitört bombabotrány neve. A Cartoon Network egy gerillamarketinges fogással szerette volna reklámozni az Adult Swimen futó Aqua Teen Hunger Force című rajzfilmsorozatot, oly módon, hogy a város különböző pontjain a sorozat egyik figuráját ábrázoló, villogó szerkezeteket helyeztek el. Ám ez balul sült el, mivel egy helyi lakos pokolgépnek hitte a reklámkelléket és bejelentést tett a rendőrségen. Később terrorizmus gyanúja miatt elsőfokú biztonsági intézkedéseket vezettek be, hidakat zártak le és a metrót is kiürítették. A tűzszerészek szinte teljes Bostont fölforgatták.
Bostonon túl még kilenc városban, köztük New Yorkban, Los Angelesben, San Franciscóban, Chicagóban és Philadelphiában is elhelyezték a reklámkellékeket, de e városokban nem okoztak zűrzavart.

## Következményei
A botrány miatt a Cartoon Network akkori elnöke, Jim Samples lemondott és a csatornára kétmillió dolláros pénzbírságot szabtak ki. Samples helyére Stuart Snyder került.